# Desmond Hoyte

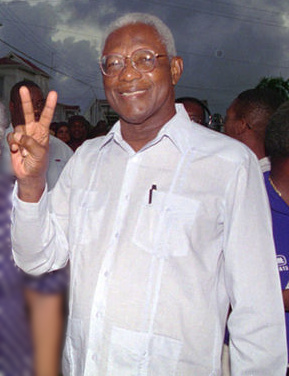
Desmond Hoyte

Hugh Desmond Hoyte (Georgetown, 9 maart 1929 – aldaar, 22 december 2002) was een Guyanees politicus. Hij was minister-president (1984-1985) en vervolgens president (1985-1992) van Guyana. 
Hoyte werd verkozen in het parlement in 1968 als lid van de politieke partij People's National Congress. Hij bekleedde verschillende ministeriële functies tijdens zijn politieke carrière. In 1984 werd hij minister-president. Nadat president Forbes Burnham overleed in 1985, volgde Hoyte hem op als president.
Hoyte verloor de presidentsverkiezingen in 1992 van Cheddi Jagan. Hij was een presidentskandidaat in 1996 en 2001; hij stond beide keren op de tweede plaats.